# 科日奇
49°53′13″N 23°51′56″E / 49.88694°N 23.86556°E
科日奇（烏克蘭語：Кожичі），是烏克蘭的村落，位於該國西部利沃夫州，由亞沃里夫區負責管轄，始建於1871年，面積0.97平方公里，海拔高度288米，2001年人口557，人口密度每平方公里574.23人。